# Rhizoctonia callae
Rhizoctonia callae är en svampart som beskrevs av E. Castell. 1935. Rhizoctonia callae ingår i släktet Rhizoctonia och familjen Ceratobasidiaceae.   Inga underarter finns listade i Catalogue of Life.